# Typhlopseudothelphusa acanthochela
Typhlopseudothelphusa acanthochela is een krabbensoort uit de familie van de Pseudothelphusidae. De wetenschappelijke naam van de soort is voor het eerst geldig gepubliceerd in 1986 door Hobbs.